# Déblais de forage

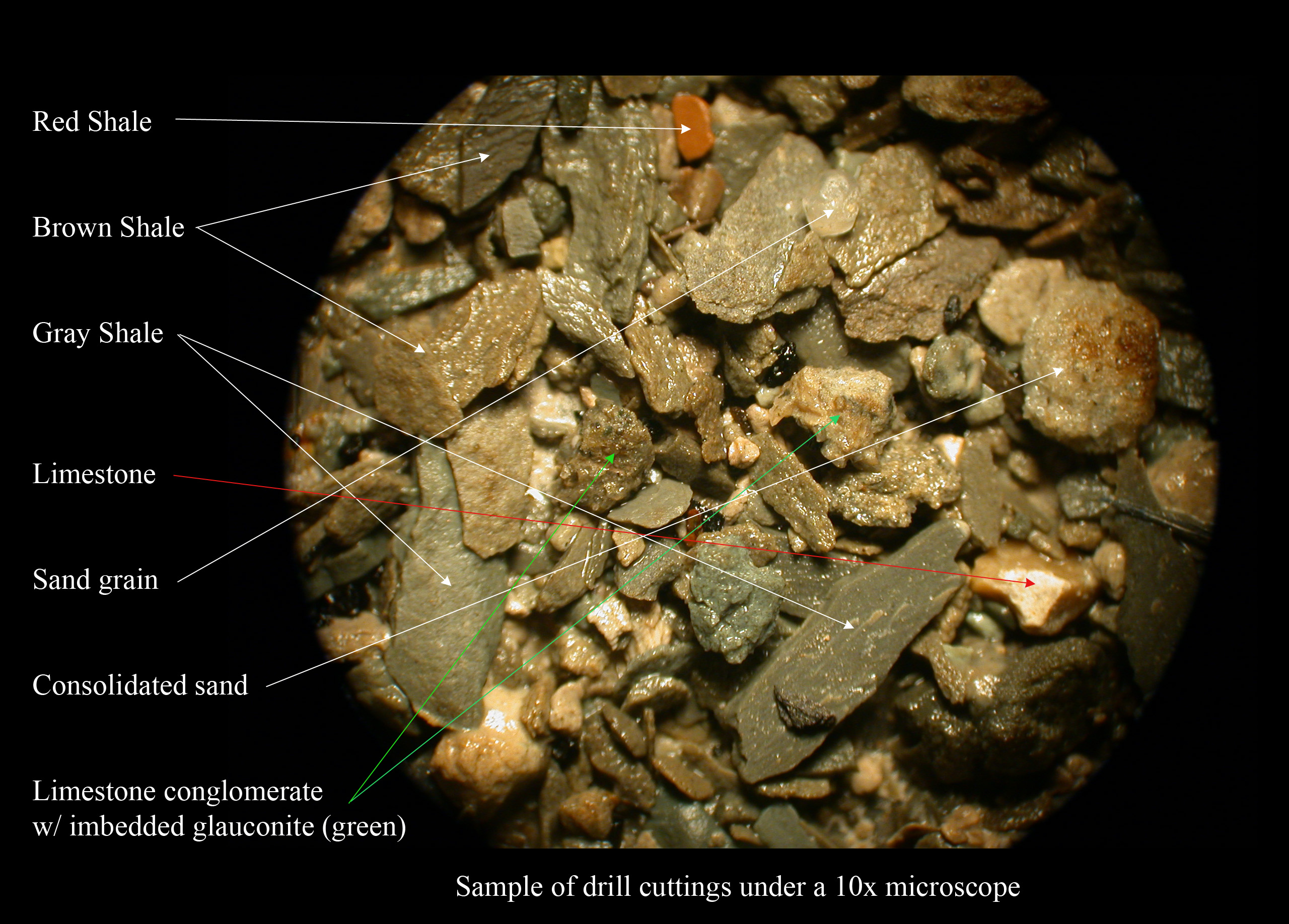
Déblais de forage grossis dix fois (annotations en anglais).

Les déblais de forage (cuttings, drilling cuttings ou drill cuttings en anglais) sont les débris de roches arrachés par l'outil lors d'un forage. Les déblais sont remontés à la surface par le fluide de forage, généralement de la boue.
La nature géologique de ces débris, leur taille, leur forme, leur couleur, leur porosité, leur contenu en fluides (eau, hydrocarbures, autres gaz) fournissent des informations précieuses sur les roches forées, notamment en exploration pétrolière.